# ネイティヴ・ディーン
ネイティヴ・ディーン (Native Deen) は、アメリカ合衆国ワシントンD.C.大都市圏出身のイスラム教の音楽グループ。ネイティヴ・ディーンの音楽は、ヒップホップとR&Bのスタイルを結びつけ、イスラム教に根ざしたテーマの歌詞を歌うものである。彼らは、『Deen You Know』、『Not Afraid To Stand Alone』、『The Remedy』と3枚のアルバムを出している。

## バンドと音楽
「ディーン (Deen)」は、アラビア語で「宗教」ないし「生活様式」を意味する言葉である。ネイティヴ・ディーンは、ジョシュア・サラーム (Joshua Salaam)、ノエム・ムハンマド (Naeem Muhammad)、アブドル＝マリク・アーマド (Abdul-Malik Ahmad) からなる、ワシントンD.C.出身の若いムスリムたちのグループである。彼らの音楽は、日常生活の圧力や誘惑の中でもイスラム教の信仰を守るよう、若者たちに呼びかけるものである。グループのメンバーは自分たちをムスリムであると自認し、クーフィーやサルワール・カミーズなど、伝統的なイスラム教の装束を纏っている。彼らによれば、ムスリムであることをっ表現する方法は一つではなく、エチケットと服装の両方が関わるのだという。彼らの音楽は、「ポジティブ・ヒップ・ホップ (positive hip-hop)」というサブジャンルに類型化される。

## 慈善活動と社会活動
カリフォルニア州コスタメサで開催された第3回イスラミック・リリーフの「インスピレーションの夕べ (Evening of Inspiration)」において、ムハンマドは強力なスライドショーを語り、世界中の助けを求める飢えた子供たちの画像を提示しながら、イスラムの教えはムスリムに貧しい者への施しをするよう求めていることを示した。彼は、イスラミック・リリーフについて次のように述べている。イスラミック・リリーフは「あらゆる種類の最も弱い人々を助けている。人々はたった1ドルでもどれだけのことができるか理解していない。だからこそ、このイベントは単なるコンサート以上のものなんだ、これは行動への呼びかけなんだ。 (... helps the most vulnerable people from all walks of life. People don't understand how much a dollar can do.  That's why this event is more than just a concert – it's a call to action.)」

## パフォーマンス
ネイティヴ・ディーンは、イスラム教の集会や、募金活動、休日の集会（しばしばラマダーンやイード・アル＝アドハーの期間中に行われる）などでパフォーマンスをしている。グループは北アメリカのムスリム青年たちの間で比較的よく知られており、国外でもツアーを行なっている。
ネイティヴ・ディーンの音楽は、典型的な場合、ドラムスにシンセサイザー、ボーカルから構成されている。イスラム法学者の多くの信念に従い、管楽器や弦楽器、金属製の楽器は演奏に用いられない。

## 起源と発展
ネイティヴ・ディーンのメンバーは、北米ムスリム青年会 (Muslim Youth of North America, MYNA) で出会っている。個々のメンバーは『MYNA RAPS』という、ムスリムのソングライターやレコーディング・アーティストたちの作品にスポットライトを当てたアルバムに参加していた。サラーム、アーマド、ムハンマドは、それぞれソロとしても活動していたが、一緒に活動を始めてネイティヴ・ディーンが結成された。

## ディスコグラフィ
| 年   | タイトル                  | レーベル      |
| ---- | ------------------------- | ------------- |
| 2005 | Deen You Know             | Jamal Records |
| 2007 | Not Afraid to Stand Alone | Jamal Records |
| 2011 | The Remedy                | Jamal Records |